# 圣诞市场

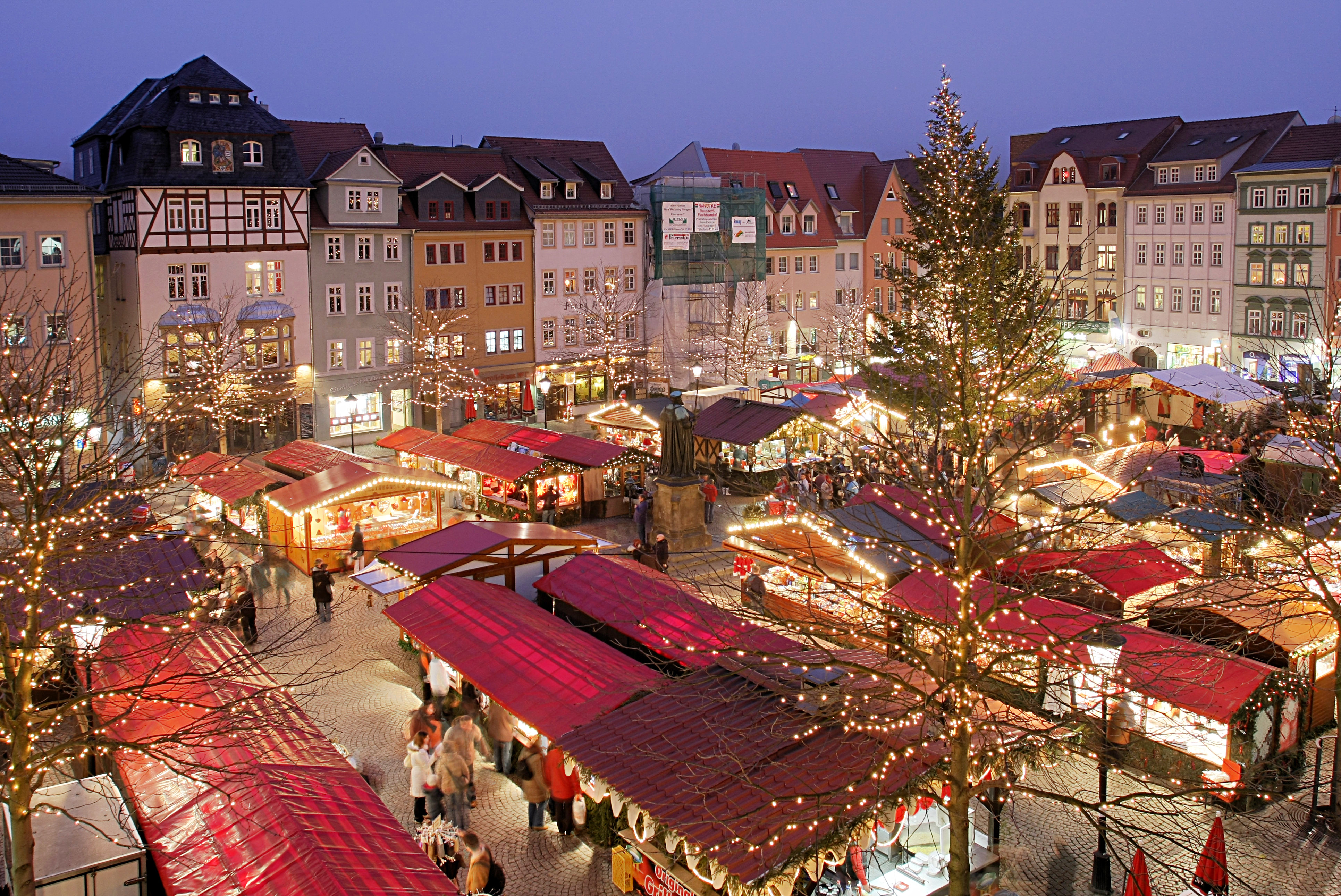
德國耶拿的耶誕市場

圣诞市场，又稱為聖誕市集，是一種在圣诞节前之将临期內舉行的臨時街市，主要盛行於德國、奧地利等德語地區（德語多稱為），也在法國、捷克等德国周边國家出現。最早目的為为了多准备过冬用的东西，並在城鎮的廣場和附近的街道上上擺攤舉行，集会上会露天销售食品，饮料，和其他应季产品，一般伴随着民俗活动，如唱民歌或者跳舞。通常圣诞市场在距圣诞节四个星期时，即将临期开始时开张，在圣诞节前结束。
圣诞集市传统特色包括摆设耶稣诞生的马厩，各式姜饼还有香料酒。各地有不同本地特色的手工艺品和纪念品，比如玩具，书籍，和圣诞树装饰挂件。

## 起源
圣诞集市起源于中世纪晚期德国和奥地利，后发展到大部分欧洲国家。距现在已有七、八百年的历史。按照基督教的风俗，从前的圣诞市场在开张的那天晚上会由男孩子扮成基督进场，重演基督降生的宗教故事。圣诞市场通常在市政厅前的广场举办，所有的饮食摊点都沿人行道向广场铺开，出售的吃食和饮料都与圣诞节有关。
比如姜饼、甜蛋糕、加糖和作料的热红酒等德国传统圣诞饮食。与圣诞装饰有关的圣诞树、小饰物，用干树枝和干花编成的门前挂的圣诞花环、手工制成的蕾丝花边亚麻台布等也是常见的商品。德国周边的国家法国、荷兰、比利时都有自己版本的圣诞集市。德裔移民也将这个传统带到了英国和美国。东欧国家也开始效仿，圣诞集市也从而演化成一种商业民俗。

## 法国
在法国城市斯特拉斯堡的圣诞集市这项传统更能追溯至16世纪。2011年11月26日周六，法国城市斯特拉斯堡正式揭开了圣诞集市的序幕，集市分布在市中心12个地点，有超过300间的木屋摊铺。市中心的广场上已树立起一棵30米高的大圣诞树。
为了尊重这项圣诞传统，活动主办方2010年已禁止在集市上出售CHURROS（吉士果，产自西班牙），2011年各摊铺上摆卖的瓷器、艺术品、古玩等等，也需要与“圣诞”相符合，才能被允许售卖。
圣诞集市大大的促进了当地经济，预计将为该市带来1.6亿欧元的收益。

## 德国
在德国，人们习惯在圣诞赶集，通常来说，十一月下旬便开始赶集的风潮了，一直到12月24日圣诞夜的当天中午，圣诞集市上的所有的小贩们才开始收拾摊位，他们也要赶回去与家人共度圣诞夜。现在，汉堡和柏林甚至将圣诞集市延长到新年。不过，历史最悠久也最富盛名的当属德累斯顿和纽伦堡的圣诞市场。
起源于1458年的莱比锡圣诞集市在德国排名第二，仅次于最古老的德累斯顿圣诞集市。其最早的文字记载出现在1714年约翰·雅可布·福格尔的《莱比锡历史教科书》：“1458年弗里德里希·馬格努斯王子（和萨克森公爵公开宣布举行圣诞集市，市政府和市议会因履行了应尽的职责而获赦免。” 莱比锡圣诞集市将于11月23日17.00点在集市广场拉开序幕。
德累斯顿因其举世闻名的德国最古老的圣诞集市而成为圣诞节期间最受青睐的旅游目的地。这个起源于1434年的圣诞市场高潮部分一直是圣诞果脯蛋糕庆典：大约4吨重的巨型蛋糕从茨温格宫出发，经过森帕歌剧院（Semperoper）、宫廷教堂和圣母教堂，直达圣诞集市上，在那里，它将被切成小块出售给那些熙熙攘攘前来追捧的游客们。
在纽伦堡的制高点“皇帝城堡”向老城区中央的主市场“Hauptmarket”俯瞰，这个每年从11月底至12月23日一直持续的欧洲最著名的圣诞市场可以一直追溯到16世纪。
圣诞节期间，汉堡将开设12处圣诞市场，仅在市中心就设立了7处，它们使整个汉堡市幻化成一座童话般的仙城。有些市场一直开放到除夕，让游客拥有整整六个星期的时间享受与探索“圣诞之汉堡”的独特魅力。圣彼得教堂前的圣诞市场以及施皮塔勒大街和格哈特豪普特曼广场（Gerhart-Hauptmann Square）上的圣诞市场将持续开放至2010年12月30日，而少女堤沿路的圣诞集市则会营业至除夕当晚。

## 香港
每年香港會議展覽中心都舉辦冬季購物節、冬日美食嘉年華等活動。此外，不少商場都會在12月舉辦聖誕市集，如赤柱廣場聖誕市集。